# Le Pèlerinage aux sources
Le Pèlerinage aux sources est un récit de Lanza del Vasto publié initialement en 1943. Écrit sous forme de journal de bord, elle est considérée comme une des œuvres pionnières pour la connaissance de l'Inde.

## Le récit
En 1936, Lanza Del Vasto décide de partir en Inde à pied, afin de poursuivre son expérience, plus profondément, au contact réel avec les humains.

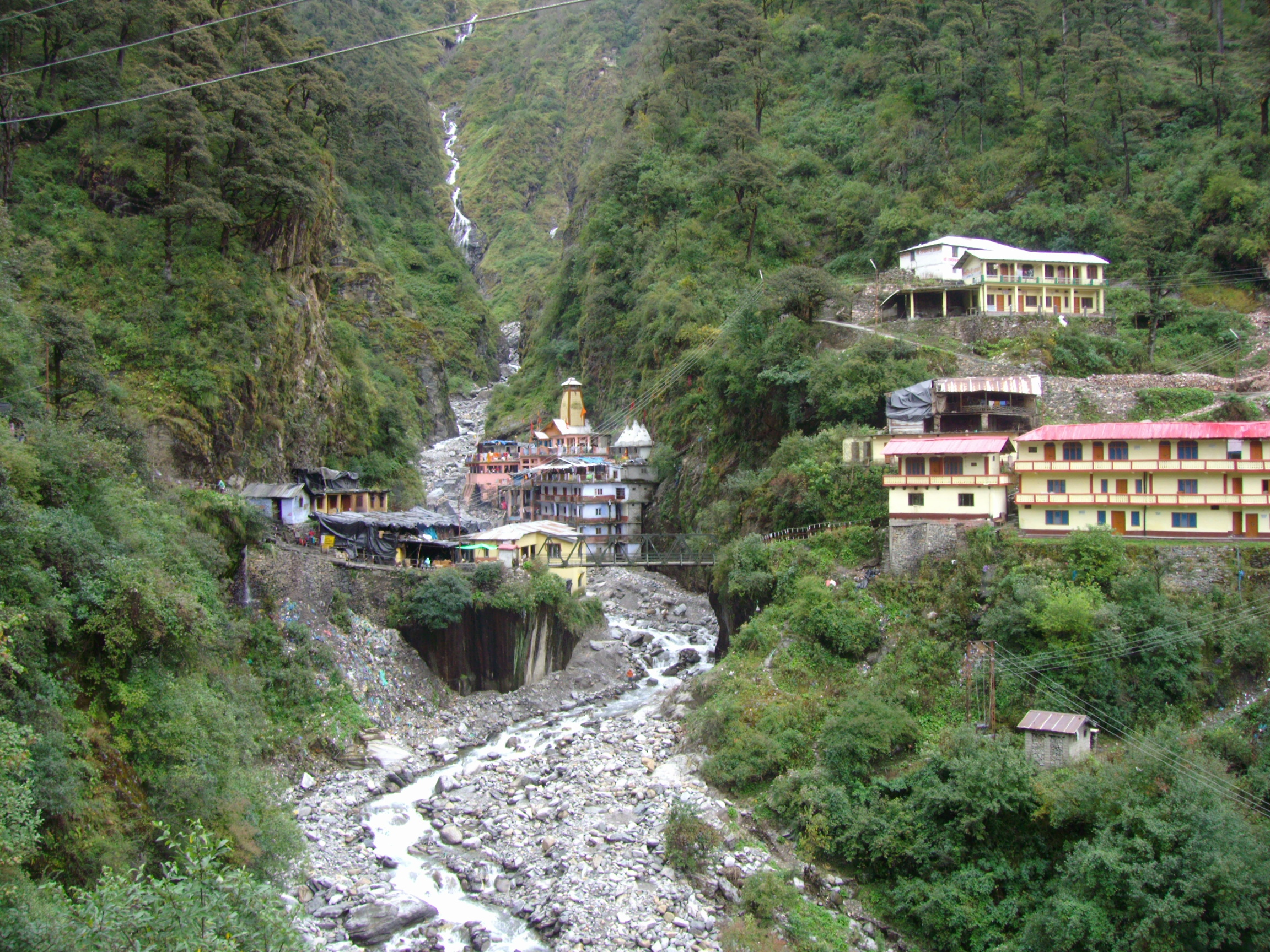
Source de la Yamuna à Yamunotri

De Ceylan à Wardha, des sources du Gange et de la Yamuna jusqu'à Port-Saïd, il nous entraîne dans son aventure spirituelle sans se départir de son humour.
Celui que Gandhi appela Shantidas, c'est-à-dire Serviteur-de-paix, met à la portée de tous la sagesse millénaire de l'Inde avec son Pèlerinage aux sources, ouvrage dont la publication en 1943 eut un retentissement considérable.
Rentré en Europe, il attire, comme son maître Gandhi, de nombreux disciples. Il fonde les Communautés de l'Arche et s'engage dans de nombreuses actions en faveur de la paix.